# James Sullivan
Pour les articles homonymes, voir Sullivan et James Sullivan (homonymie).
James Sullivan (22 avril 1744 - 10 décembre 1808) est un homme politique américain. Il est gouverneur du Massachusetts sous l'étiquette républicaine-démocrate de 1807 à 1808.

## Biographie
Sa petite fille Sarah Williams Sullivan, également la petite-fille du financier James Swan et de Hepzibah Swan, épouse le peintre Gilbert Stuart Newton et part avec lui en Angleterre. 